# 玉合街道
玉合街道是中华人民共和国湖南省衡陽市祁东县下辖的一个街道办事处。

## 行政区划
玉合街道下辖以下村级行政区划单位：
颜家社区、石门社区、祁丰村、新丰村、青山村、乔丰村、绿野村、山硚村、玖隆村、何家村、大福村、洪丰村、曹西村和三圣村。